# Sukhoi Su-33
O Sukhoi Su-33 (em russo:  Сухой Су-33; OTAN: Flanker-D) é um avião militar de superioridade aérea, bimotor, de uso naval em porta-aviões desenvolvido pela Sukhoi e produzido pela KnAAPO. É uma derivação do Sukhoi Su-27, o qual inicialmente era conhecido como Su-27K. Começou a ser utilizado em operações em 1995 a bordo do porta-aviões russo Admiral Flota Sovetskogo Soyuza Kuznetsov, entrando oficialmente em serviço em agosto de 1998, período em que a designação "Su-33" foi utilizada. Devido a dissolução da União Soviética e subsequente diminuição da Marinha Russa, aproximadamente apenas 35 aeronaves foram produzidas. Tentativas de vendas para China e Índia não tiveram êxito.
Comparado ao Su-27, o Su-33 possui carenagem inferior e estruturas fortalecidas, asas dobráveis e stabilator, para compatibilidade em operações provenientes de porta-aviões. As asas são maiores do que a versão terrestre para aumentar a elevação. O Su-33 possui motores e trem de pouso dianteiro atualizados, além de possibilidade de realização de reabastecimento aéreo. Em 2009, a Marinha Russa ordenou a substituição do Su-33 pelo Mikoyan MiG-29K.

## Desenvolvimento

### Origens
Ao longo dos anos de 1970, o Yakovlev Yak-38 era a única aeronave operacional de combate para porta-aviões e de asas fixas da Marinha Soviética, a qual era incapaz de realizar seu papel devido ao alcance limitado e peso, dificultando severamente a capacidade operacional dos porta-aviões do Projeto 1143. Frente a tais problemas, foi decidido o desenvolvimento de um maior e mais potente porta-aviões de capacidade operacional de aeronaves STOL. Durante o período de avaliação, um certo número de porta-aviões fora estudado, decorrendo que o Projeto 1160 possuía capacidade de operação para MiG-23s e Su-25s, porém tal foi abandonado devido a restrições de orçamento. Desse modo, os esforços para um design se concentraram no Projeto 1153 Orel, o qual acomodaria exemplares de Su-25 e proposto para os MiG-23K e Su-27K. Como não havia financiamento assegurado que fosse suficiente, a Marinha Soviética buscou uma quinta possibilidade, e maior, o projeto de porta-aviões 1143, modificado-o para alocar exemplares de Yakovlev Yak-141, Mikoyan MiG-29K e Sukhoi Su-27K operacionais.
Ao se preparar para operações com o Su-27K e o rival MiG-29K a bordo do novo porta-aviões, o trabalho procedeu no desenvolvimento de uma catapulta, cabo de desaceleração, além de sistemas de pouso ópticos e de rádio. Os pilotos eram treinados para estabelecerem em sua nova localidade na Crimeia, denominada de NITKA, que significa "Complexo de Pesquisa e Treinamento de Aviação". Em 1981, o governo Soviético ordenou o abandono do sistema de catapulta como parte de diminuição do tamanho do projeto de porta-aviões Classe Kuznetsov, o que também incluiu o cancelamento da quinta unidade de porta-aviões do Projeto 1143 e o Liaoning chinês. Uma rampa para decolagem foi instalada no complexo, a qual seguraria a possibilidade de decolagens de aeronaves como o Su-27K e MiG-29K, capacitando, assim, suas operacionalidades em porta-aviões. Tanto a Sukhoi quanto a Mikoyan modificaram seus protótipos para validar o uso da rampa de decolagem. Três Sukhoi T10 (−3, −24 e −25), juntamente com um Su-27UB, foram utilizados nas decolagens em uma rampa simulada. O primeiro desses testes foi realizado por Nikolai Sadovnikov em 28 de agosto de 1982. Voos de testes indicaram a necessidade de mudanças no design da rampa, a qual foi modificada para um estilo similar a de salto de esqui.
Design conceituais do Su-27K começaram em 1978. Em 18 de abril de 1984, o governo Soviético instruiu a Sukhoi para desenvolver um caça para defesa aérea; enquanto a Mikoyan ordenada a construir um caça multiuso leve. O design em escala total do Su-27K logo se tornou o "T-10K" sob o comando de Konstantin Marbyshev. Nikolai Sadovnikov foi apontado como o chefe de piloto de testes para o programa pela OKB. Em novembro de 1984, o design conceitual passou pela revisão critica, com o projeto detalhado finalizado em 1986. Dois protótipos foram construídos em conjunto com a KnAAPO entre 1986 e 1987.

### Testes

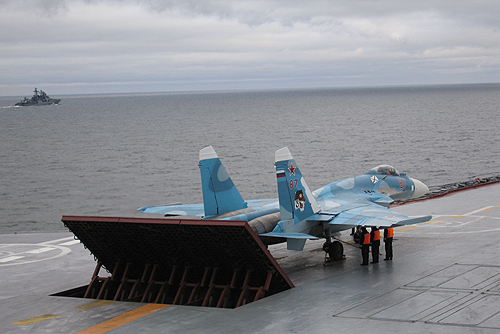
Su-33 preparando para decolagem no Admiral Kuznetsov, no Mar de Barents, durante visita do ex-presidente russo Dmitry Medvedev

O primeiro protótipo do Su-27K foi pilotado por Viktor Pugachyov, fazendo seu primeiro voo em 17 de agosto de 1987 nas instalações de NITKA; seguido por um segundo teste em 22 de dezembro do mesmo ano. Voos de teste continuaram em NITKA, onde os Su-27K e MiG-29K demonstram e validaram a viabilidade de operação em rampa salto de esqui. Os pilotos também praticaram pousos sem flare antes de realizarem-nos no convés do porta-aviões. Passaram-se mais dois anos antes do Tbilisi, posteriormente renomeado Admiral Kuznetsov, deixar o estaleiro.
Viktor Pugachyov, ao pilotar o segundo Su-27K, tornou-se o primeiro russo a pousar uma aeronave convencionalmente em um porta-aviões em 1 de novembro de 1989. Foi detectado que os defletores de empuxo de jato ficavam muito próximos das saídas dos motores quando elevados ao ângulo de 60°; sendo improvisado uma solução ao colocar os defletores em 45°. Contudo, quando a aeronave ficava na frente deles por mais tempo que o limite de seis segundos, os canos de água dos escudos explodiam. O piloto, Pugachyov, reduziu a aceleração do motor, causando, acidentalmente, retração dos retentores (utilizado para segurar a aeronave de acelerar) fazendo o caça movimentar-se para frente. O avião foi parado rapidamente; com Pugachyov decolando posteriormente sem o uso de retentores ou defletores de empuxo. Desde então, um helicóptero Kamov Ka-27PS para busca e salvamento (SAR) foi posto junto ao porta-aviões no caso de algum acidente.
Ao longo de seguidas três semanas, 227 sorties foram feitas, juntamente com 35 pousos no convés. Testes de voo continuaram posteriormente, e, em 26 de setembro de 1991, pilotos navais começaram os testes do Su-27K. Em 1994 a aeronave passou pelos Testes de Aceitação do Estado. Entre 1990 e 1991, sete aeronaves de produção foram lançadas.

### Desenvolvimentos posteriores
A primeira das duas versões conhecidas do Su-33, o Su-33UB de dois tripulantes, realizou seu primeiro voo em abril de 1999. A aeronave, pilotada por Viktor Pugachyov e Sergey Melnikov, voou por cerca de 40 minutos perto do Aeroporto de Ramenskoye. O Su-33UB (inicialmente denominado de Su-27KUB, sigla para "Korabelny Uchebno-Boevo", ou "treinador de combate de porta-aviões") foi planejado como avião de treinamento, mas com potencial para utilização em outras funções. Melhorias notáveis sobre o Su-33 incluíram revisão da fuselagem inferior, slats, maiores asas e stabilator.
Em 2010, a Sukhoi desenvolveu uma versão atualizada do Su-33. Os testes de voo começaram em outubro de 2010. Esse Su-33 modernizado foi proposto para competir com uma potencial versão chinesa do Su-33 original, além de incentivar produção de unidades à Marinha Russa. Maiores atualizações para aeronave incluíram os motores AL-31-F-M1 (132 kN, 29,800 lbf) e maior capacidade de carregamento de armas. Atualizações nos sistemas de radar e armamentos não foram possíveis no período devido a restrições de financiamento. De acordo com o autor militar Richard Fisher, houve especulações sobre possíveis modificações futuras para uma versão de produção, que poderia incluir um radar phased-array, empuxo vetorial e mísseis antinavios de longo alcance.

## Design
Para adaptar o Su-27 original para operações navais, a Sukhoi, primeiramente, incorporou reforços na estrutura e carenagem inferior devido ao grande estresse aplicado durante os pousos, particularmente pela rápida descida e não uso de flare (pousos em que a aeronave não assume postura de levantar o nariz até tocar no solo). Os slats, flaperons e outras superfícies de controle foram aumentadas para melhorar a sustentação e manobrabilidade em baixas velocidades, contudo a área alar continuou sem mudanças. As asas possuíam flaps duplos e ailerons inclinados; no total, os refinamentos aumentaram a área total das asas entre 10-12%. As asas e estabilizadores foram modificados para serem dobrados, no intuito de maximizar o número de aeronaves que o porta-aviões possa acomodar e possibilitar movimentação mais fácil no convés. O caça é equipado com o poderoso turbofan AL-31F3 para aumentar a taxa empuxo-peso, assim como célula de reabastecimento aéreo. As canards do Su-33 encurtavam a distância de decolagem além de melhorar a manobrabilidade, mas necessitavam de novas formas para a extensão de ponta de asa (LERX). A radome traseira foi encurtada e redesenhada para prevenir batidas no convés durante pousos em ângulo de ataque high-Alpha.

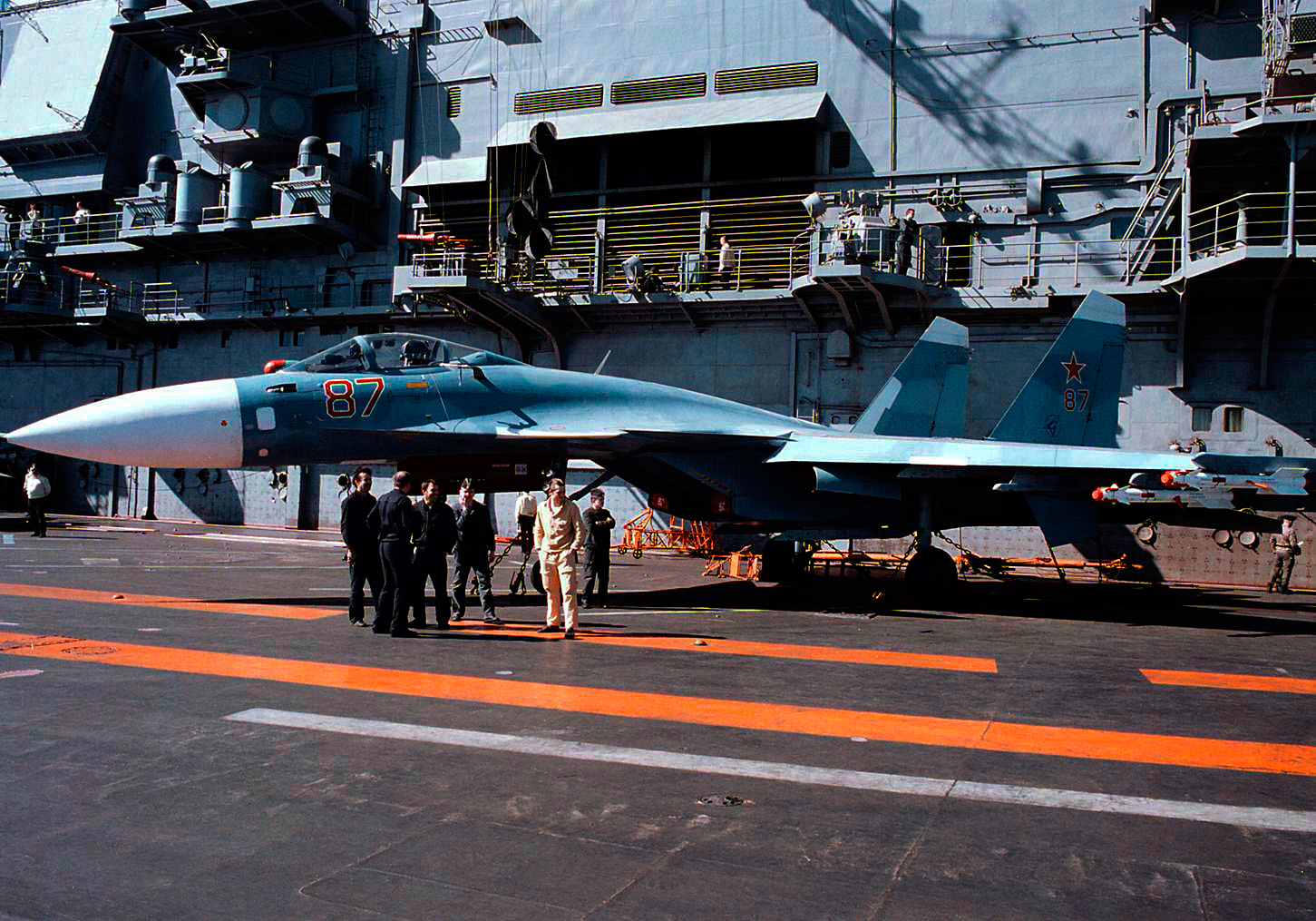
Um Su-33 a bordo do Admiral Kuznetsov em 1996, com marinheiros do visitando o porta-aviões

Comparado ao rival MiG-29K, o Su-33 possui MTOW 50% maior; mais que o dobro em capacidade de combustível, possibilitando voo até 80% acima em altitude (ou 33% ao nível do mar). O MiG-29K pode, juntamente com o Su-33, utilizar células de combustível externas, mas estes limitam a quantidade de armamentos utilizados pela aeronave. O Su-33 pode voar em velocidades tão baixas quanto 240 km/h (149 mph), em compensação o MiG-29K que precisa manter velocidade mínima de 250 km/h (155 mph) para ter controle efetivo. Entretanto, o MiG-29K carrega mais munições ar-solo que o Su-33. O Su-33 é mais caro e fisicamente maior que o MiG-29K, limitando o número de unidades disponíveis para armazenamento em um porta-aviões. 
O Su-33 pode portar mísseis como o Vympel R-27 (seis) e R-73 (quatro) em seus doze pilones aeronáuticos, suplementados por uma Gryazev-Shipunov GSh-30-1 de 30 mm com 150 disparos. Pode carregar uma gama de foguetes não guiados, bombas convencionais e bombas de fragmentação para uso secundário em missões ar-solo. A aeronave pode ser utilizada tanto em operacional diurno quanto noturno em mar. Quanto ao radar utilizado, o "Slot Back", havia especulação de possuir medíocre busca multi-alvo, fazendo o Su-33 necessitar de outras plataformas de radar e sistema aéreo de alerta e controle (AWACS), como em aeronaves tipo o Kamov Ka-31. O sistema de IRST foi deslocado para melhorar a visibilidade em pousos.

## História operacional

### União Soviética e Rússia
O Su-27K entrou em serviço em meados dos anos de 1990. De dezembro de 1995 até março de 1996, o Admiral Kuznetsov navegou no mar mediterrâneo carregando dois Su-25UTGs, nove Ka-27s e treze Su-27Ks. Contudo, a aeronave entrou oficialmente em serviço em 31 de agosto de 1998 com o 279° regimento de caças naval da Frota do Norte com centro na base aérea de Severomorsk-3, período o qual foi oficialmente designado como "Su-33" A Marinha Russa atualmente opera 19 Su-33, porém estes serão substituídos a posterior.
Com a queda da União Soviética, a Marinha Russa foi dramaticamente reduzida, com vários programas de construções de navios sendo paralisados. Tinham o Varyag, Projeto 1153 Orel e Ulyanovsk encomendados, o total de 72 células de produção aéreas sendo construídas; nesse mesmo período uma versão de AWACS e o MiG-29K também estavam sendo desenvolvidos, porém tiveram que serem abandonados. Apenas 24 exemplares foram construídos no tempo do Varyag, os quais foram vendidos para a China. Em 2009, a Marinha Russa anunciou a encomenda de 24 MiG-29K para substituir o Su-33, para serem entregues entre 2011 e 2015. Contudo, em 2015, o Major General Igor Kozhin, comandante da Aviação Naval Russa e Forças de Defesa Aérea, anunciou que um segundo regimento de caças poderia ser formado na atual força ativa, com a intenção de que o MiG-29K seja utilizado nesta nova unidade, com os existentes Su-33 remodelados para uso posterior.

### Vendas não concretizadas
Intencionalmente, a República Popular da China era identificada como um possível mercado consumidor externo. O exportador de armamentos do Estado Russo, Rosoboronexport, negociou previamente uma encomenda de 50 aeronaves totalizado o valor de US$2.5 bilhões. A China poderia adquirir duas aeronaves inicialmente no valor de $100 milhões para testes e então a opção de adquirir entre 12 e 48 aeronaves adicionais. Os caças tinham a intenção de serem usados como incipiente no programa chinês de porta-aviões, que possuía o antigo Varyag como peça chave.

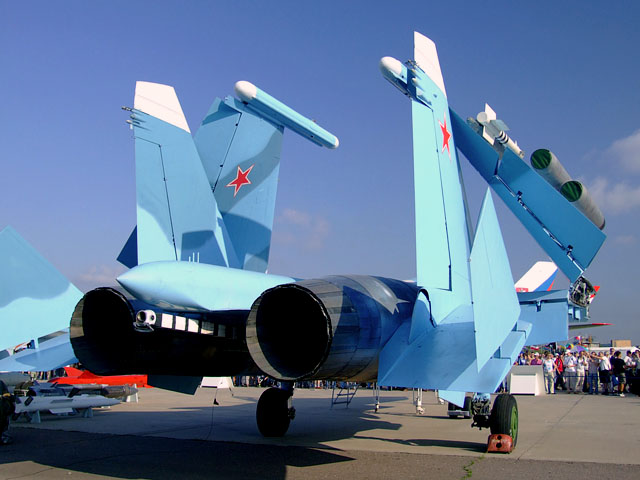
Visão da traseira do Su-33 no MAKS em 2007. O "stinger" da cauda foi encurtado para prevenir batidas no convés

Na sexta edição da Exibição Chinesa de Aviação e Aeroespacial Internacional no final de 2006, o Tenente General Aleksander Denisov confirmou publicamente, em uma conferência de notícias, que a China tinha abordado a Rússia para possível compra de unidades de Su-33, e as negociações iriam começar em 2007. Em 1 de novembro de 2006, a agência Xinhua publicou informações em sua página militar oficial que a China planejava a introdução do Su-33 em seu inventário, mas não havia qualquer negociação oficial ainda.
A Sukhoi continuou trabalhando em uma versão mais avançada, o Su-33K, desenvolvendo a integração de tecnologias avançadas dos caças Su-35 na antiga fuselagem do Su-33. Contudo, preocupações sobre as intenções da China emergiram quando estes adquiriram o T-10K, um tipo de protótipo do Su-33, da Ucrânia, possivelmente para estudo e uso de engenharia reversa em uma versão doméstica. Várias aeronaves são colocadas como originárias parciais do T-10K, assim como o Shenyang J-11B e o Shenyang J-15. Fotos de aeronaves da Shenyang postas em frente ao protótipo T-10K sugerem fortemente que o J-15 está diretamente relacionado a este. Negociações se estagnaram quando a Shenyang reduziu a quantidade de componentes russos na aeronave, enquanto a Sukhoi queria assegurar o nível de rendimentos de futuras atualizações e modificações feitas no J-11.
A Índia também foi indicada como um outro potencial operador do Su-33. A Marinha da Índia planejava adquirir Su-33 para servir como aeronave de porta-aviões, no INS Vikramaditya, que foi reformulado do antigo porta-aviões Admiral Gorshkov soviético, o qual fora vendido para a Índia em 2004. No final, o rival MiG-29K foi escolhido devido a desatualizada aviônica do Su-33. O tamanho do Su-33 também foi relatado como fator de preocupação sobre dificuldades operacionais em porta-aviões indianos, restrição que não ocorria no caso do MiG-29K.

### Intervenção russa na Guerra Civil Síria

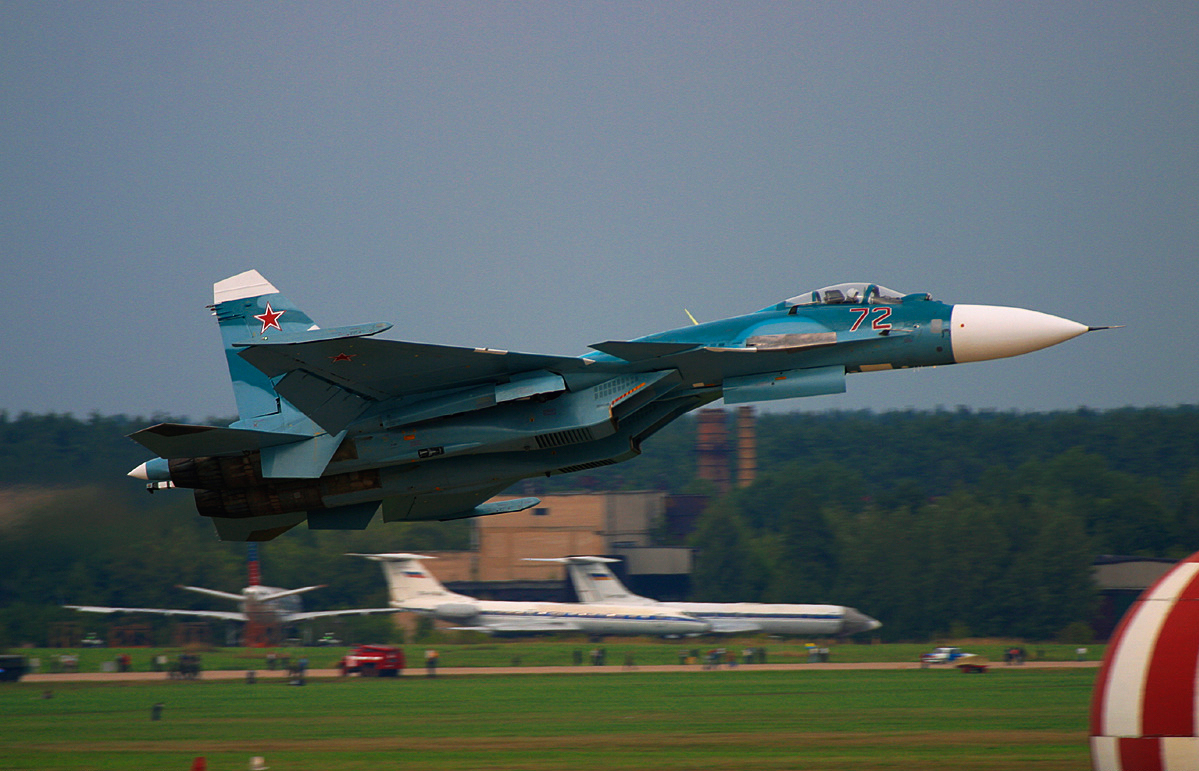
Um Su-33 russo.

Após intensificação de tensões entre a Rússia e os Estados Unidos devido a impossibilidade de um cessar fogo concreto, além da possibilidade de ataques às forças do governo sírio pela CJTF–OIR como o que ocorreu em Deir ez-Zor, o governo russo enviou uma grande frota de navios para costa síria no mediterrâneo em outubro de 2016. Tal comboio inclui o porta-aviões Admiral Flota Sovetskogo Soyuza Kuznetsov, o cruzador de batalha Pyotr Velikiy, um par de contratorpedeiros Classe Udaloi, além de vários outros navios, estando presentes o Su-33 e MiG-29K.

## Operadores
Rússia
- Marinha Russa
  - Aviação Naval Russa

## Acidentes notáveis
- 17 de julho de 2001: um Su-33 da Marinha Russa caiu durante um show aéreo na região russa de Pskov. O piloto, Major-General Timur Apakidze, morreu na queda.[60][61]
- 5 de setembro de 2005: um Su-33 da Marinha Russa quebrou o cabo de assistência de pouso depois de pousar no Admiral Kuznetsov em alta velocidade quando este estava no Atlântico Norte. O piloto ejetou, sendo resgatado. Inicialmente foi planejado para ser destruído com cargas de profundidade para prevenir recuperação de equipamento.[61] Contudo, tal não foi feito pois a aeronave não possuía qualquer equipamento relevante.[62]

#### Desenvolvimento similar
- Sukhoi Su-30
- Sukhoi Su-34
- Sukhoi Su-35
- Sukhoi Su-37
- Shenyang J-15

#### Aeronaves com funções, configuração e era similares
- Mikoyan MiG-29K
- Dassault Rafale
- Boeing F/A-18E/F Super Hornet
- Grumman F-14 Tomcat